# Бофорт, Джон, маркиз Дорсет
Джон Бофорт (англ. John Beaufort; около 1441 — 4 мая 1471) — английский аристократ, представитель рода Бофортов, сын Эдмунда Бофорта, 2-го герцога Сомерсета, и Элеоноры Бошан. С 1464 года носил титул графа и маркиза Дорсет, который признавался только сторонниками Генриха VI. Погиб в битве при Тьюксбери.

## Происхождение
Джон происходил из английского рода Бофортов — потомков Джона Гонта, герцога Ланкастера, от любовной связи с Екатериной Суинфорд, на которой он в итоге женился, а все родившиеся у них дети были легитимизированы папской буллой. Непосредственным предком Джона был старший из их детей — Джон Бофорт, получивший титул графа Сомерсета. Его младший сын, Эдмунд Бофорт получил титулы графа Дорсет а затем маркиза Дорсета, а после смерти старшего брата Джона Бофорта, герцога Сомерсета, не оставившего наследников, унаследовал титул графа Сомерсета, а вскоре для него был воссоздан титул герцога Сомерсета. Он женился на Элеанор Бошан (сентябрь 1408 — 6 марта 1467), дочери Ричарда де Бошана, 13-го графа Уорика, в этом браке родилось несколько детей, одним из которых был Джон.

## Биография
Джон родился, вероятно, около 1441 года. Когда в Англии началась война Алой и Белой розы, Бофорты оказались сохранили верность Генриха VI. Отец Джона погиб в 1455 году в первой битве при Сент-Олбансе. В 1464 году в битве при Хексеме попал в плен, после чего был казнён его старший брат Генри Бофорт, герцог Сомерсет. Детей он не оставил, а его брат Эдмунд Бофорт бежал во Францию. Владения и титулы Бофортов были конфискованы королём Эдуардом IV, однако сторонники Ланкастеров признавали за ним титул герцога Сомерсета. Поскольку наследников у Эдмунта не было, то следующий по старшинству брат, Джон, в качестве вероятного наследника получил от него младшие титулы семьи — графа и маркиза Дорсета.
Братья нашли убежище при дворе бургундского герцога, наследник которого, Карл, граф Шароле, был другом их покойного брата. После того как Карл наследовал отцу, он женился на Маргарите Йоркской, сестре Эдуарда IV. В результате в июне 1468 года братья за день до приезда невесты покинули Брюгге, хотя неясно, куда именно они перебрались.
В ноябре 1470 года Генрих VI был восстановлен на английском престоле. В феврале 1471 года братья Бофорты прибыли в Англию. 4 мая Джон вместе с братом сражался в битве при Тьюксбери, в которой он был убит. Его брат Эдмунд был захвачен в плен и 6 июня казнён. Поскольку детей у них не было, то с их гибелью род Бофортов угас.